# Арда (връх)
Вижте пояснителната страница за други значения на Арда.
Арда (на английски: Arda Peak) е връх с височина 470 m н.в. в Антарктика. Получава това име в чест на река Арда, град Ардино и селището Арда в Област Смолян през 2004 г.

## Описание
Върхът се намира на хребет Фрисланд в Тангра планина, остров Ливингстън. Разположен е на 430 m южно от Габровска могила, 890 m източно от връх Велека и 2,85 km западно от връх Ямбол. Издига се над ледника Чарити на северозапад и ледника Търново на югоизток.

## Картографиране
Българска топографска карта на върха от 2005 – 2009 г.

## Карти
- L.L. Ivanov et al. Antarctica: Livingston Island, South Shetland Islands (from English Strait to Morton Strait, with illustrations and ice-cover distribution). Топографска карта в мащаб 1:100000. София: Antarctic Place-names Commission of Bulgaria, 2005.
- Л. Иванов. Антарктика: Остров Ливингстън и острови Гринуич, Робърт, Сноу и Смит. Топографска карта в мащаб 1:120000. Троян: Фондация Манфред Вьорнер, 2009. ISBN 978-954-92032-4-0